# (6660) Matsumoto
(6660) Matsumoto – planetoida z pasa głównego asteroid okrążająca Słońce w ciągu 3 lat i 252 dni w średniej odległości 2,39 j.a. Została odkryta 16 stycznia 1993 roku przez Tsutomu Seki. Przed nadaniem nazwy planetoida nosiła oznaczenie tymczasowe (6660) 1993 BC.